# Malattia da virus Marburg
La malattia da virus Marburg, conosciuta in precedenza come febbre emorragica di Marburg (MHF, in inglese Marburg haemorragic fever), è una febbre emorragica ad elevata mortalità, una malattia infettiva virale causata da un virus indigeno dell’Africa appartenente alla famiglia delle Filoviridae. Da un punto di vista microbiologico i filovirus Marburg e Ebola sono distinti, ma è difficile fare una distinzione dal punto di vista clinico, perché i sintomi e il decorso della malattia da Ebola e quella di Marburg sono molto simili.

## Storia ed epidemiologia
Il virus di Marburg fu identificato nella città tedesca di Marburgo, dove fu isolato nel 1967, dopo l'importazione di scimmie verdi (Cercopithecus aethiops) dall'Uganda da cui erano state preparate colture cellulari di cellule renali: si verificò un'epidemia di febbre emorragica tra il personale di laboratorio; ebbe alcune manifestazioni epidemiche a Francoforte e a Belgrado, occasione in cui vi furono 25 infezioni con 7 morti. 
Il virus riapparve nel 1975 in Rhodesia e nel 1980 e nel 1987 in Kenya: i pochissimi casi furono subito isolati.
Episodi di infezioni in laboratorio avvennero in Unione Sovietica nel 1988 e 1990.
Epidemie più violente si sono registrate nella Repubblica Democratica del Congo (tra il 1998 e il 2000) e in Angola nel 2004-2005.
Altre infezioni sporadiche nel 2007 e 2008 nella zona dell'Uganda, e nuovamente nel 2017 con rapido isolamento dei casi.
Nel 2021 sono ricominciate epidemie su vasta scala, in Guinea poi in Ghana (2022), in Guinea Equatoriale e Tanzania (2023) e Ruanda (2024).

### L'epidemia in Angola
Nel 2004 in Angola scoppiò una nuova epidemia di febbre emorragica di Marburg. L'epicentro di quest'epidemia fu nella provincia di Uíge. In Italia quest'epidemia fece scalpore per la morte della pediatra Maria Bonino, volontaria dell'organizzazione non governativa italiana Medici con l'Africa Cuamm. La pediatra, che operava presso l'ospedale di Uíge, aveva 51 anni. L'organizzazione di soccorso partì per limitare quest'epidemia il 22 marzo 2005 dopo che al CDC di Atlanta venne individuato il virus di Marburg in campioni di siero appositamente inviati dal Ministero della salute, messo in allerta dalla morte di 63 persone presso l'ospedale provinciale di Uige. Il personale inviato dall'Organizzazione mondiale della sanità comprendeva anche esperti degli uffici africani ed internazionali, insieme a diverse associazioni che collaboravano con il Ministero della Salute. L'équipe inviata da Medici senza frontiere, inoltre, mise in piedi apposite strutture di isolamento presso gli ospedali di Uíge, Luanda, Songo e Negage.
Venne resa subito operativa una rete di sorveglianza e diversi gruppi operativi vennero mandati in giro al fine di raccogliere notizie, campioni da analizzare, ospedalizzare e monitorare persone con sospetto d'infezione da virus Marburg. Il 4 aprile, presso Uíge, venne reso operativo un laboratorio da campo ad opera del laboratorio nazionale canadese di microbiologia, seguito da quello dei CDC entrato in azione il 10 dello stesso mese. Ben presto risultò evidente che le persone maggiormente a rischio erano coloro che effettuavano lavori domestici e chi partecipava ai funerali, in quanto maggiormente esposti ai fluidi corporei delle persone infette. Anche il riutilizzo di aghi per iniezioni, pratica presente anche nelle strutture sanitarie, venne indicato come un fattore pericoloso.
La popolazione all'inizio rispose all'emergenza con un senso di enorme sfiducia nel sistema sanitario, preferendo ricorrere alle cure tradizionali e all'accudimento domestico dei malati. Per cercare di superare una situazione di stallo in grado di mettere a rischio molte persone, vennero messe in atto campagne di sensibilizzazione che coinvolsero i governatori provinciali, i capi religiosi e gli operatori sanitari locali e tradizionali cui si aggiunsero insegnanti e gente del posto, in grado di avere un contatto più stretto con la popolazione. La situazione fu comunque complicata a causa della scarsità o intermittenza dei servizi di acqua potabile e di elettricità, per la carenza di strade praticabili nonché per i danni provocati dalla recente guerra civile.
Il tasso di mortalità di quest'epidemia si rivelò altissimo in quanto nel periodo di picco risultò maggiore del 90% (si consideri che nella precedente epidemia nella Repubblica Democratica del Congo fu dell'83%, e che quella della febbre emorragica da virus Ebola si attesta sul 53-88% a seconda del ceppo). Il bollettino dell'Oms del 24 agosto 2005 riportò un totale di 374 casi con 329 morti (con una mortalità dell'88%). Nella sola provincia di Uíge si verificarono 368 casi con 323 morti. Il 7 novembre 2005 il ministero della salute dell'Angola dichiarò conclusa l'emergenza.

## Patogenesi
La trasmissione interumana è la principale forma di contagio tra le persone. Ciò avviene entrando in contatto ravvicinato col malato. In particolare il contagio avviene attraverso i fluidi corporei: sangue, saliva, vomito, feci, urine e secrezioni respiratorie. La trasmissione per via sessuale è possibile per varie settimane dopo la malattia. Il picco di massima infettività si ha durante le manifestazioni più severe della malattia, insieme con le manifestazioni emorragiche. Il virus può anche essere inoculato da strumenti contaminati (es.: aghi).
Al momento i fenomeni fisiopatologici non sono chiari. La controversia riguardo alla presenza di uno stato di coagulazione intravasale suggerisce che possano essere attivi anche dei mediatori specifici. Al momento non sono stati identificati e sussistono solo delle ipotesi: partecipazione dei macrofagi tramite la produzione di proteasi, H2O2 e citochine varie (tipo TNF-α). In effetti l'uso di un supernatante, ottenuto da colture in vitro di monociti/macrofagi incubati con dei filovirus, su cellule endoteliali ha determinato un aumento della loro permeabilità. Il supernatante in questione è risultato ricco di TNF-α. Si suppone, quindi, che i fenomeni emorragici siano dovuti al danneggiamento delle cellule endoteliali causato sia dalla replicazione diretta del virus sia alla compartecipazione di mediatori prodotti da cellule attivate.
Si sono anche notate anormalità piastriniche e dei granulociti. Possono anche comparire linfociti atipici e neutrofili con l'anormalità di Pelger-Huet.

## Anatomia patologica
Comune è la presenza di necrosi focale di fegato, linfonodi, testicoli, ovaie, polmoni, reni ed organi linfoidi. Nel fegato si rintracciano corpi eosinofili (simili ai corpi di Councilman) e nel polmone si notano segni di polmonite interstiziale e di endoarterite delle piccole arterie. La necrosi focale degli organi linfoidi è abbastanza caratteristica mentre la necrosi tubulare renale avviene soprattutto nelle ultime fasi di malattia.
Nel sistema nervoso si hanno infarti emorragici plurimi e proliferazione delle cellule della glia. Nei vasi sanguigni sono stati rintracciati depositi di fibrina tuttavia non è chiaro se vi possa essere una coagulazione intravascolare disseminata in quanto segni di laboratorio in tal senso non sempre vi sono. Antigeni virali sono stati rintracciati in vari organi, soprattutto nel fegato, nei reni, nella milza e nell'ipofisi. Nelle persone sopravvissute, inoltre, il virus è stato isolato nella camera anteriore dell'occhio (fino a 4-5 settimane dalla malattia) e nel liquido seminale (fino alla dodicesima settimana).

## Clinica

### Segni e sintomi
Il periodo d'incubazione della malattia è di circa 3-9 giorni, passati i quali compare una cefalea frontale e temporale, accompagnata da malessere generale e mialgie. Caratteristica è la febbre alta (39-40 °C) che compare già dal primo giorno di malattia, cui segue una forte e rapida debilitazione. Circa la metà dei malati può accusare congiuntivite.
Nella prima settimana si può avere anche linfoadenopatia cervicale e comparsa di enantema delle tonsille e del palato. Un segno caratteristico è la comparsa di un esantema maculo-papuloso non pruriginoso che compare, in genere dal quinto giorno, sul volto e sul collo e che successivamente si estende agli arti.
Verso il terzo giorno compaiono diarrea acquosa con dolore addominale e crampi, nausea e vomito. La diarrea può anche essere grave e durare fino ad una settimana. In questo periodo le persone malate presentano un viso inespressivo con occhi scavati ed anche letargia ed alterazioni mentali. Le manifestazioni emorragiche compaiono a partire dal quinto giorno di malattia.
In genere la morte avviene per collasso cardiocircolatorio a causa di sanguinamenti multipli. Si può trovare sangue nel vomito ed avere sanguinamenti dal naso, dalle gengive o dalla vagina. Un problema ulteriore può essere il sanguinamento abbondante conseguente alla puntura di aghi. Nei casi mortali si può verificare coagulazione intravasale disseminata.
Nella seconda settimana possono comparire anche epato-splenomegalia, edema facciale o scrotale. Dopo la prima settimana la febbre comincia ad abbassarsi per poi ricomparire nel dodicesimo o quattordicesimo giorno di malattia.

### Esami di laboratorio e strumentali
Si riscontra assai presto, sin dal primo giorno, una leucopenia con linfociti che arrivano fino a 1000/μl; verso il quarto giorno si aggiunge una neutropenia. Tra il sesto ed il dodicesimo giorno compare una notevole piastrinopenia (anche meno di 10000 piastrine/μl).
Si sviluppano anche delle alterazioni conseguenti alla sofferenza di vari organi: ipoproteinemia, aumento delle transaminasi, proteinuria ed aumento dell'azotemia.

### Diagnosi differenziale
La diagnosi si basa essenzialmente sul decorso clinico e sui dati epidemiologici.
Una diagnosi specifica si basa sull'isolamento del virus oppure sull'evidenziazione della risposta immunologica e della presenza di materiale genomico virale.
Per evidenziare la presenza di anticorpi (IgM ed IgG) si fa ricorso ad un saggio di immunofluorescenza indiretta, sull'uso del western blot o sul test ELISA. Per individuare il genoma o gli antigeni virali ci si basa sulla reazione a catena della polimerasi (PCR), sull'immunofluorescenza, sull'istochimica o sul test ELISA.

## Trattamento

### Trattamento farmacologico
Una terapia specifica non esiste. Bisogna ricorrere ad una terapia di supporto per il controllo del volume ematico, del bilancio elettrolitico e monitorare attentamente la presenza di infezioni secondarie.
Solo nel caso in cui si noti uno stato di coagulazione intravasale disseminata si può ricorrere all'eparina. Sono state proposte terapie a base di siero ottenuto da soggetti guariti o con interferone ma al momento mancano evidenze di supporto.
La ribavirina, in esperimenti in vitro, non è stata in grado di ridurre la replicazione del virus Marburg.

## Prognosi
Generalmente il decesso si ha soprattutto tra l'ottavo ed il nono giorno fino al sedicesimo a causa delle emorragie continue. Possibili complicanze della malattia sono: orchite (fino all'atrofia testicolare), miocardite o pancreatite.
Nel caso in cui non si muoia, la convalescenza va avanti per 3-4 settimane con perdita dei capelli, anoressia e disturbi psicotici. Talvolta possono comparire mielite trasversa ed uveite.

## Prevenzione
Importante è l'isolamento del paziente e l'uso di dispositivi di protezione per il personale medico ed infermieristico.
Al momento si stanno conducendo studi per poter individuare un vaccino.
Nel numero del 29 aprile 2006 della rivista britannica The Lancet è comparso un articolo in cui sono stati riportati i risultati ottenuti da alcuni ricercatori che hanno testato un vaccino ricombinante su scimmie rhesus. Il vaccino era costituito da un ceppo attenuato del virus della vescicolostomatite cui era stato sostituito un gene codificante una proteina capsidica con quello della glicoproteina di superficie del virus Marburg. Cinque macachi rhesus sono stati infettati con il virus Marburg e, dopo circa 20-30 minuti dall'avvenuta infezione, è stato somministrato il vaccino ricombinante. Ad altri tre macachi, dopo l'infezione, è stato somministrato il virus della vescicolostomatite non ricombinante, al fine di utilizzarli come controllo. Dopo 80 giorni le scimmie vaccinate erano ancora vive mentre quelle usate come controllo sono decedute in circa 12 giorni.
In uno studio precedente, svolto da parte della stessa équipe, vennero preparati due vaccini utilizzando la medesima metodologia prima esposta, sia contro il virus Marburg che Ebola. Successivamente sei macachi vennero immunizzati con un vaccino ed altri sei con l'altro. Dopo quattro settimane dall'avvenuta vaccinazione, a seguito della quale non si era prodotta alcuna malattia, quattro scimmie d'ogni gruppo vennero infettate con una dose elevata del virus per cui avevano ricevuto il vaccino. Le scimmie rimanenti vennero infettate con il virus per cui non erano state vaccinate (alle due del gruppo Marburg venne somministrato il virus Ebola e viceversa), al fine d'usarle come controllo. Mentre le scimmie infettate con il virus per cui erano state vaccinate sopravvissero, ed il virus non risultò evidenziabile, quelle utilizzate come controllo, perirono entro 9 giorni.
Da tali studi gli autori hanno dedotto che il vaccino utilizzato non solo esplica una valida azione preventiva ma sembra possedere un'azione sufficientemente rapida da poterlo utilizzare a scopo terapeutico. Altro tempo, comunque, sarà necessario per poter testare tale vaccino sull'uomo.

## Morti eccellenti
La dottoressa italiana Maria Bonino morì di febbre emorragica di Marburg nel marzo 2005 durante un'epidemia in Angola.